# Armador (basquete)

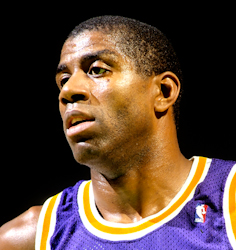
Magic Johnson um dos melhores armadores da história em ação pelos lakers na NBA em 1987.

O armador (português brasileiro) ou base (português europeu) é uma das 5 posições padrão do basquete. Também é conhecida como posição 1 e, em inglês como point guard ou, simplesmente PG. O armador é responsável por organizar as jogadas ofensivas, criando oportunidades para seus colegas de equipe pontuarem, e dar o primeiro combate na defesa. Um armador sem uma boa defesa, facilita a infiltração do adversário e dificulta o trabalho dos companheiros do garrafão (ala de força e pivô). Damian Lillard, Chris Paul, Kyrie Irving, Derrick Rose, Stephen Curry, Luka Dončić, Russell Westbrook, John Wall, Kyle Lowry, Trae Young e Ja Morant alguns exemplos de jogadores que atuam nessa posição atualmente. Podemos destacar como armadores históricos: Magic Johnson, Oscar Robertson, Isiah Thomas, Gary Payton, Steve Nash, John Stockton, Jerry West, Tony Parker, Muggsy bogues, Bob Cousy e Jason Kidd. O armador brasileiro mais notável é Raul Neto, jogador do Cleveland Cavaliers.

## Características

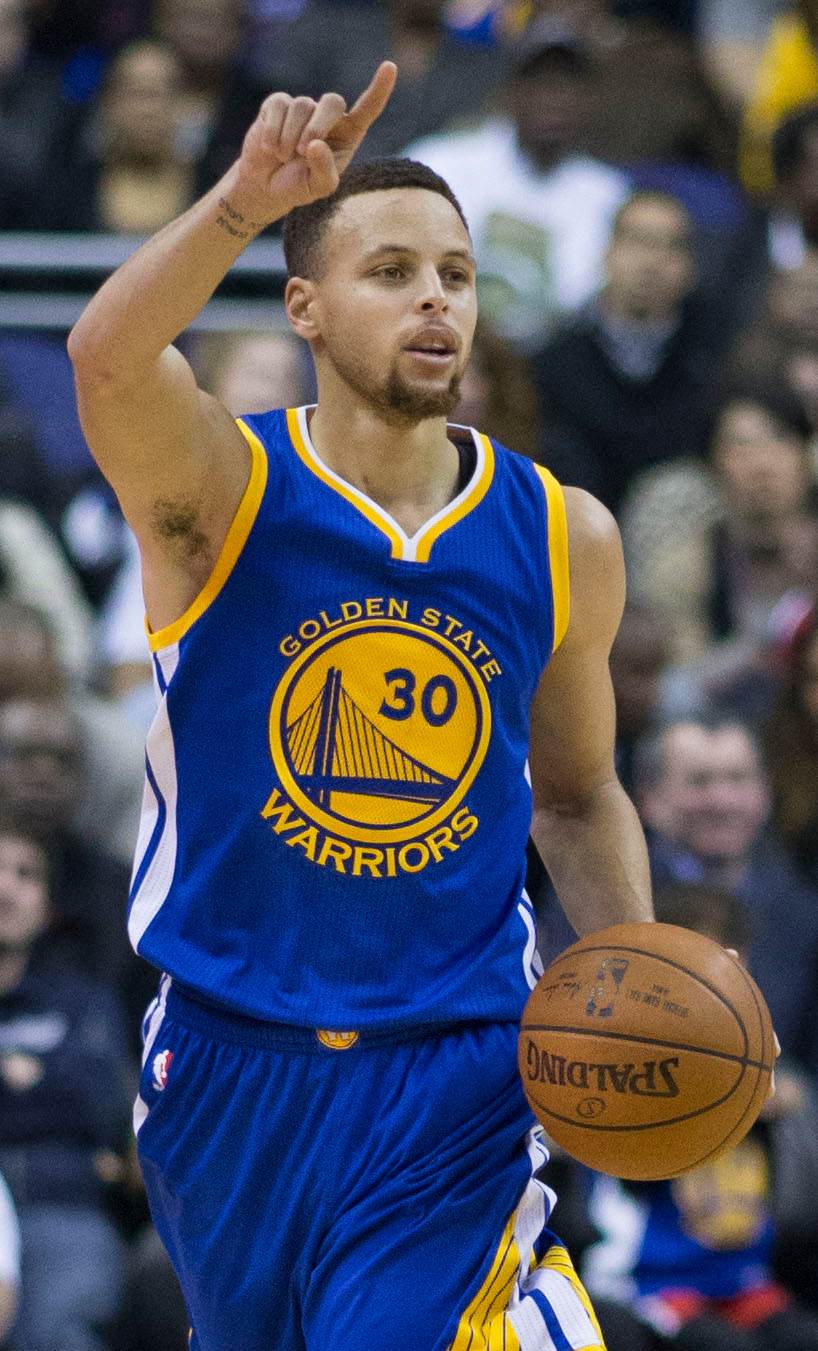
Stephen Curry, armador eleito MVP das temporadas de 2014-15 e 2015-16 da NBA.

Um armador inteligente sabe ler o jogo rapidamente e põe em prática as jogadas treinadas pelo técnico, escolhendo-as de acordo com a oportunidade dada pelo adversário. O armador funciona praticamente como um técnico dentro do jogo. Para poder controlar melhor o jogo, o armador deve sempre estar a par do placar do jogo, do tempo restante no quarto, do tempo de posse do seu time, de quantos pedidos de tempo ainda pode ter e diversas outras informações importantes para um bom domínio do jogo.
Os armadores geralmente são os jogadores de menor estatura num jogo de basquete, já que precisam de uma maior mobilidade e bom controle de bola. Sua qualidade é medida pela inteligência, pela velocidade em quadra e pela qualidade dos seus passes e assistências, não pela pontuação.